# 東鄧巴頓郡 (英國國會選區)
東鄧巴頓郡（英語：East Dunbartonshire），英國國會蘇格蘭一郡選區，包括東鄧巴頓郡一部。選區始創於1950年，1983年被撤，重設於2005年。
重設選區後首位議員為自民黨的喬·斯文森。她在2010年大選以38.7%選票連任，但在2015年敗予蘇格蘭民族黨的約翰·尼科爾森，又於2017年取回議席，及後於2019年成為自民黨黨魁，但不足五個月後又以百多票之差再次敗予蘇格蘭民族黨。這裡是蘇格蘭中央低地兩個非工黨的選區之一。

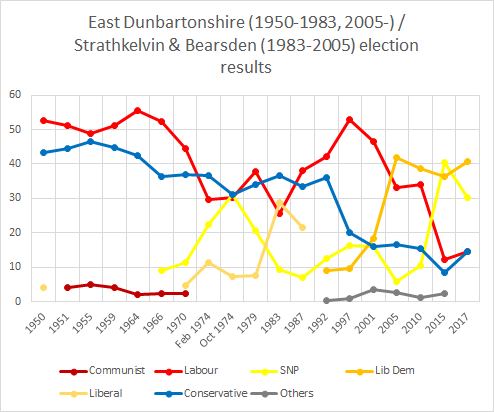
歷年各黨在此選區的得票率